# Sceliphron shestakovi
Sceliphron shestakovi là một loài côn trùng cánh màng trong họ Sphecidae, thuộc chi Sceliphron. Loài này được Gussakovskij miêu tả khoa học đầu tiên năm 1928.